# Walter de Gloucester
Walter de Gloucester († um 1129) war ein normannischer Ritter aus der Familie Pitres.
Er war ein Sohn von Roger de Pitres, der im Gefolge von William FitzOsbern während der normannischen Eroberung nach England gekommen war. Nach dem Tod seines Onkels Durand um 1097 erbte er die Güter seines Vaters und seines Onkels in Gloucestershire, Wiltshire, Hampshire und Herefordshire sowie die Ämter des Sheriffs von Gloucestershire und Constable von Gloucester Castle.
Er war ein loyaler Gefolgsmann von König Heinrich I. und galt als einer seiner erfahrensten Verwalter. 1109 wurde er Constable der 1105 neu errichteten königlichen Burg Carmarthen Castle in Südwales. In Südwestwales baute er Caldicot Castle aus, das zum Mittelpunkt seiner Herrschaft Caldicote mit Ländereien in Gloucestershire, Herefordshire und in den Welsh Marches wurde.
Um 1126 trat er als alter Mann als Mönch in das Augustinerpriorat Llantony in Südwestwales ein, wo er auch begraben wurde.
Er heiratete Berta, sein Erbe wurde sein Sohn Miles.